# Kyle Field
Kyle Field (en español Campo Kyle) es un estadio de fútbol americano colegial ubicado en el campus de la College Station, Texas, Estados Unidos. Se inauguró en el año de 1927, y tiene capacidad para albergar a 102 733 aficionados cómodamente sentados, siendo el cuarto estadio de fútbol americano de mayor capacidad. Su equipo local son los Texas A&M Aggies de la SEC de la National Collegiate Athletic Association.

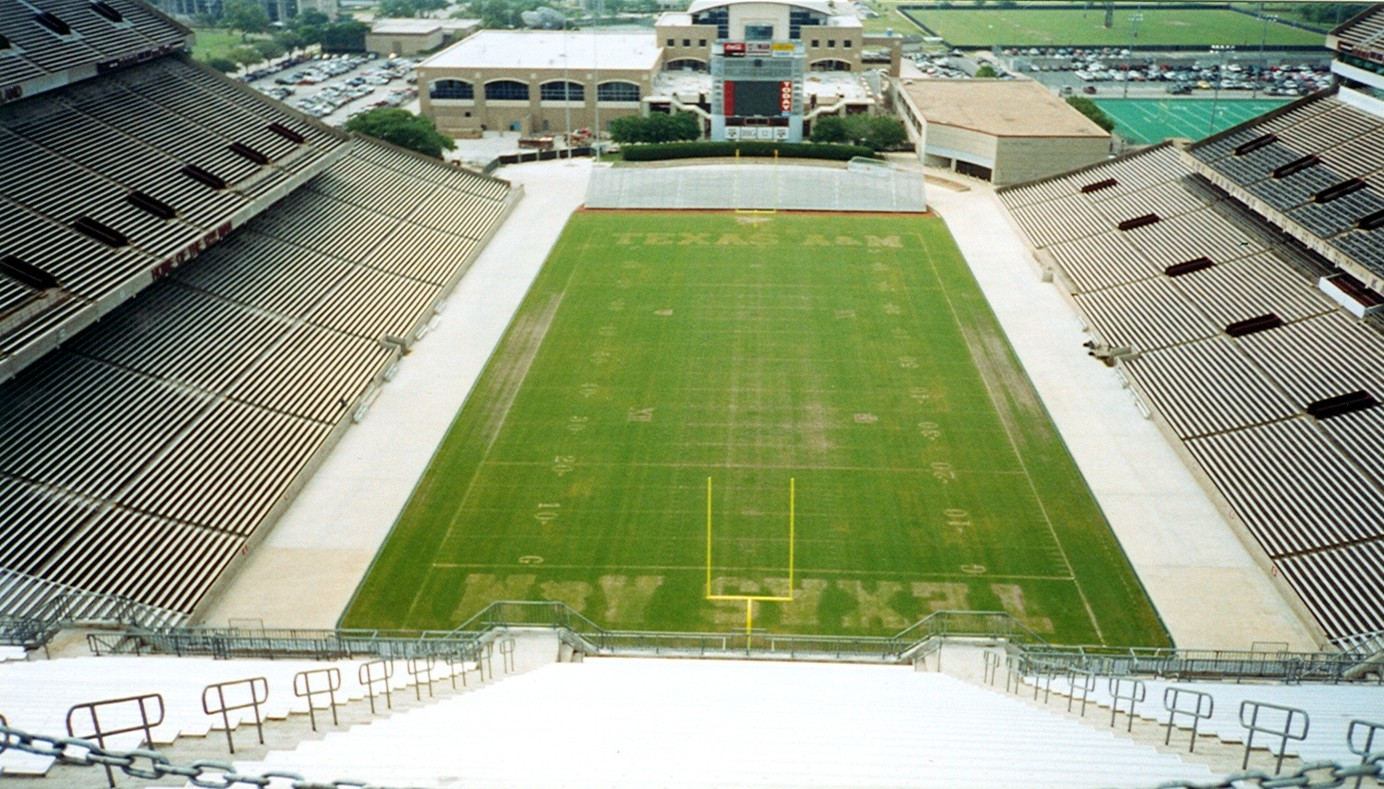
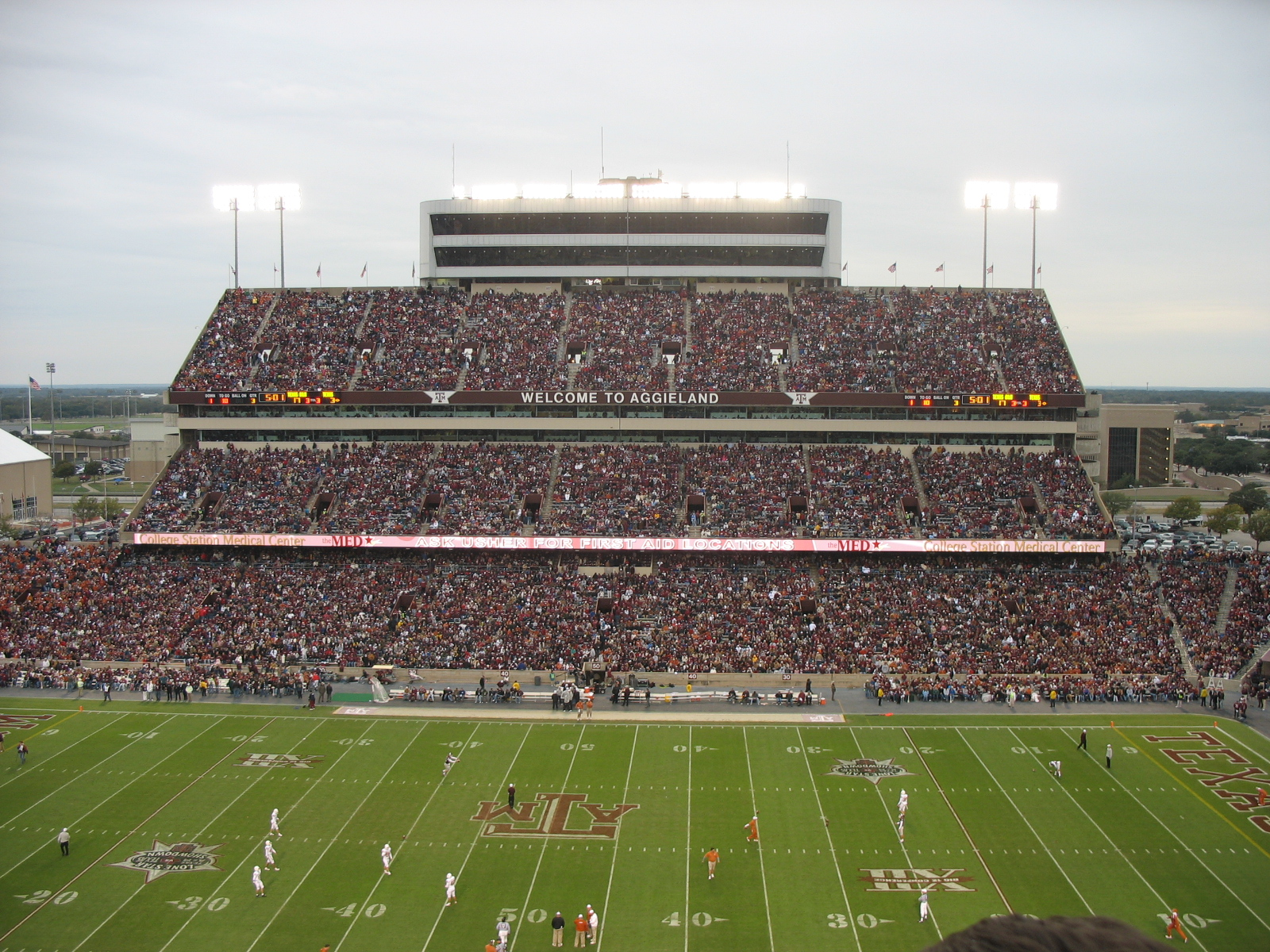